# Emmabuntüs
Emmabuntüs é uma distribuição Linux derivada do Ubuntu e também do Debian, projetada para facilitar o recondicionamento de computadores doados para comunidades Emaús.
Emmabuntüs é uma contração de Emaús e Ubuntu.
Em maio de 2013, o Ubuntu 10.04 LTS deixou de ser suportado. O coletivo Emmabuntüs criou então uma nova versão, chamada Emmabuntüs 2, que é construída a partir do Xubuntu 12.04 LTS, cujo suporte terminou em abril de 2015.

## Características
- Emmabuntüs 2 pode ser instalado, na sua totalidade, sem uma conexão à Internet[2]. Todos os pacotes necessários estão incluídos dentro da imagem ISO. A imagem ISO inclui pacotes para vários idiomas e codecs não-livres opcionais que o usuário pode escolher se quer instalar ou não.
- Um gigabyte de RAM é necessário para a sessão em live de Emmabuntüs 2. No entanto, para uma instalação completa, é necessária uma máquina com pelo menos 512 megabytes de memória RAM. O uso de memória na inicialização é de cerca de 180 megabytes.[3]
- Um script executa automaticamente alguns passos de instalação (nome de usuário, senha pré-definida). O script permite que você escolha se quer ou não instalar software não-livre, assim como desinstalar idiomas não utilizados para reduzir as atualizações.
- Emmabuntüs 2 inclui extensões para navegadores de controle parental.[4]
- Há três docks disponíveis para simplificar o acesso ao software[5], que podem ser definidos pelo tipo de usuário (crianças, iniciantes e "todos").
- Emmabuntüs 2 inclui os OOo4Kids softwares, que requerem uma instalação especial.
- O verificador gramatical LanguageTool é instalado como uma extensão do LibreOffice.

## Ambiente dedesktop
O ambiente de desktop é Xfce com Cairo-Dock. LXDE também está incluído e instalável. Portanto, é possível se desconectar do ambiente XFCE e conectar-se ao ambiente LXDE.

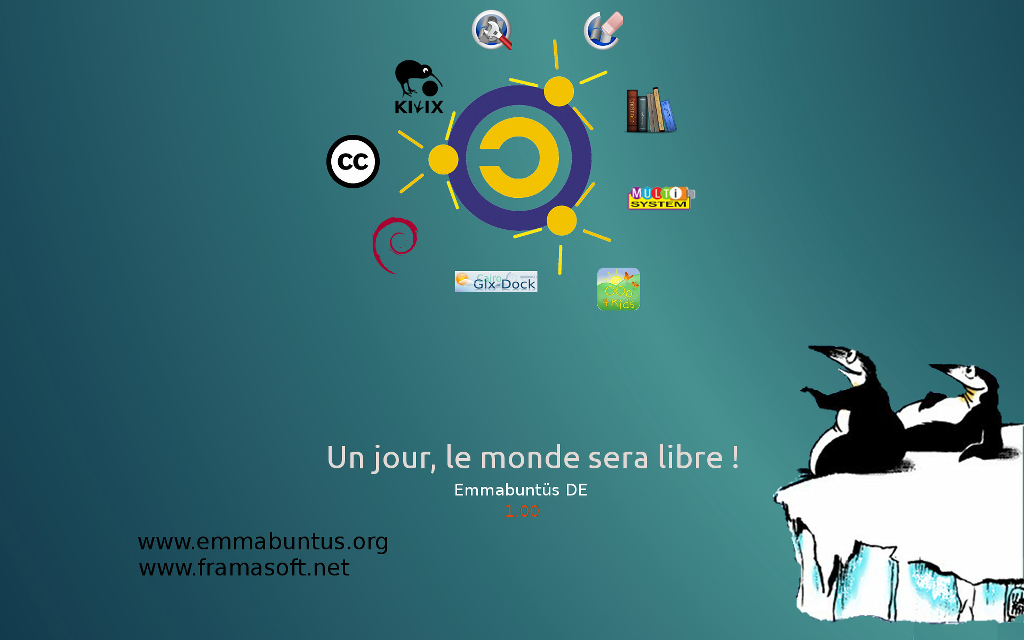
Tela Inicial
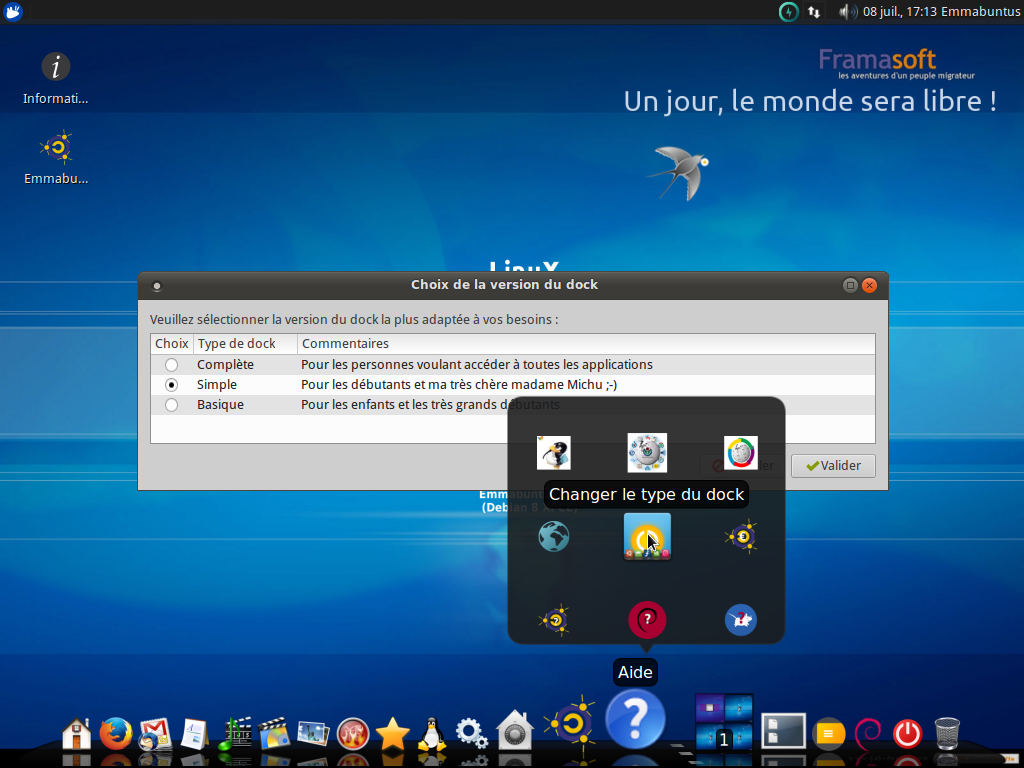
Alterar tipo de Dock
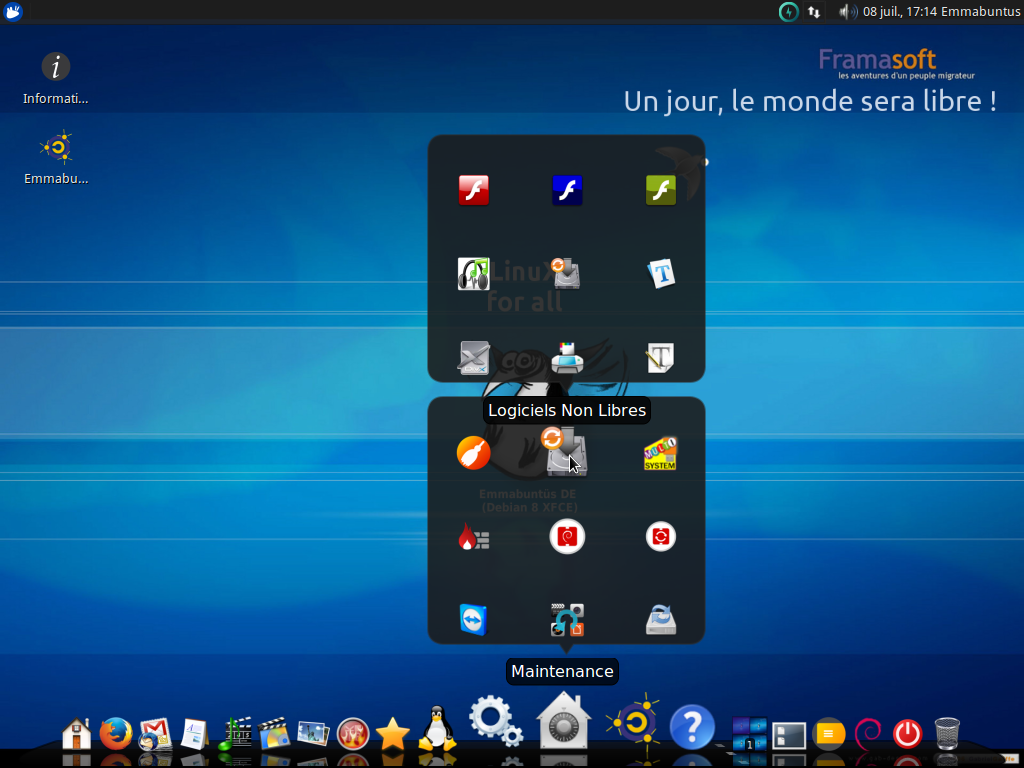
Sem Software Livre
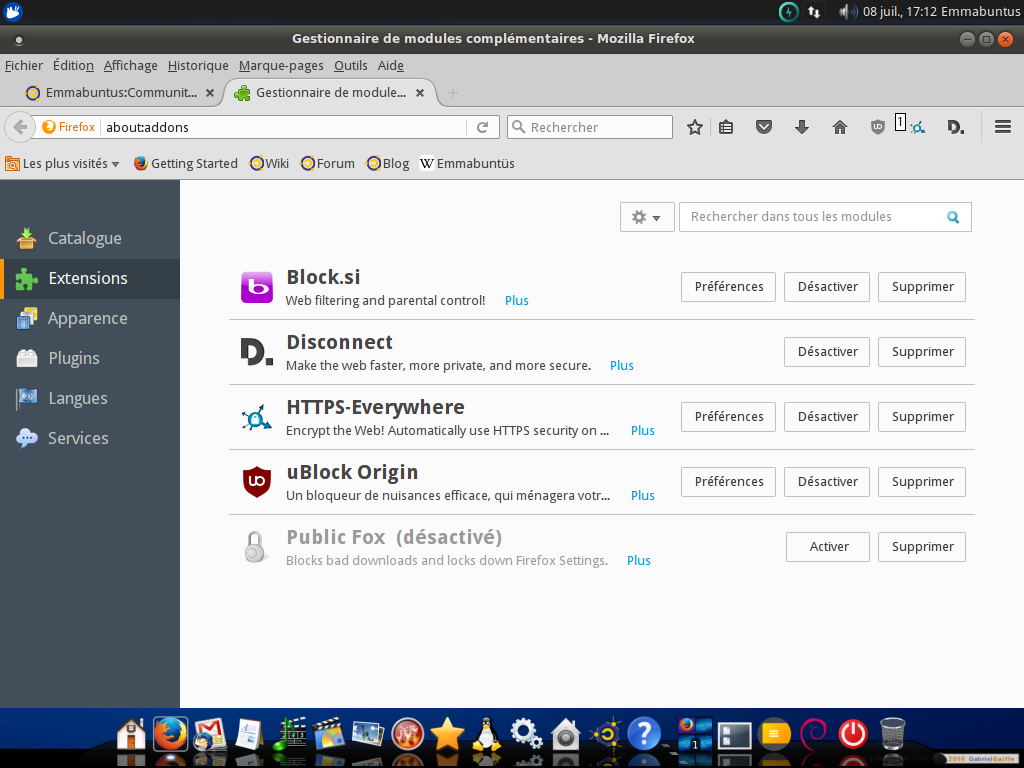
Plugins do Firefox
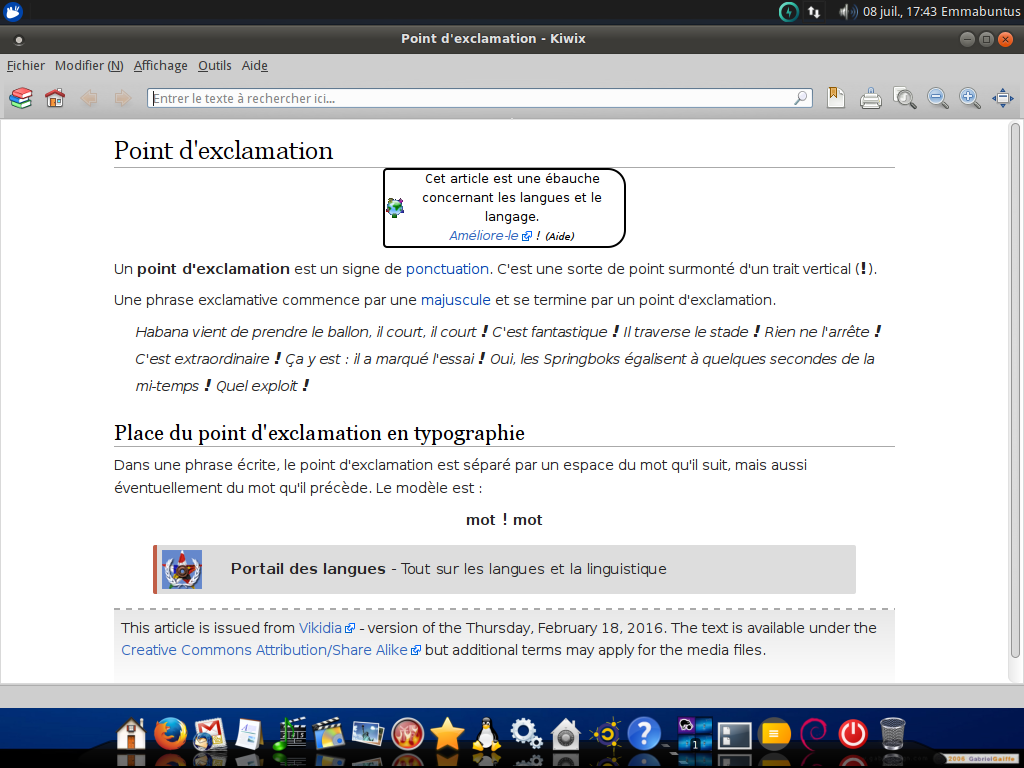
Kiwix
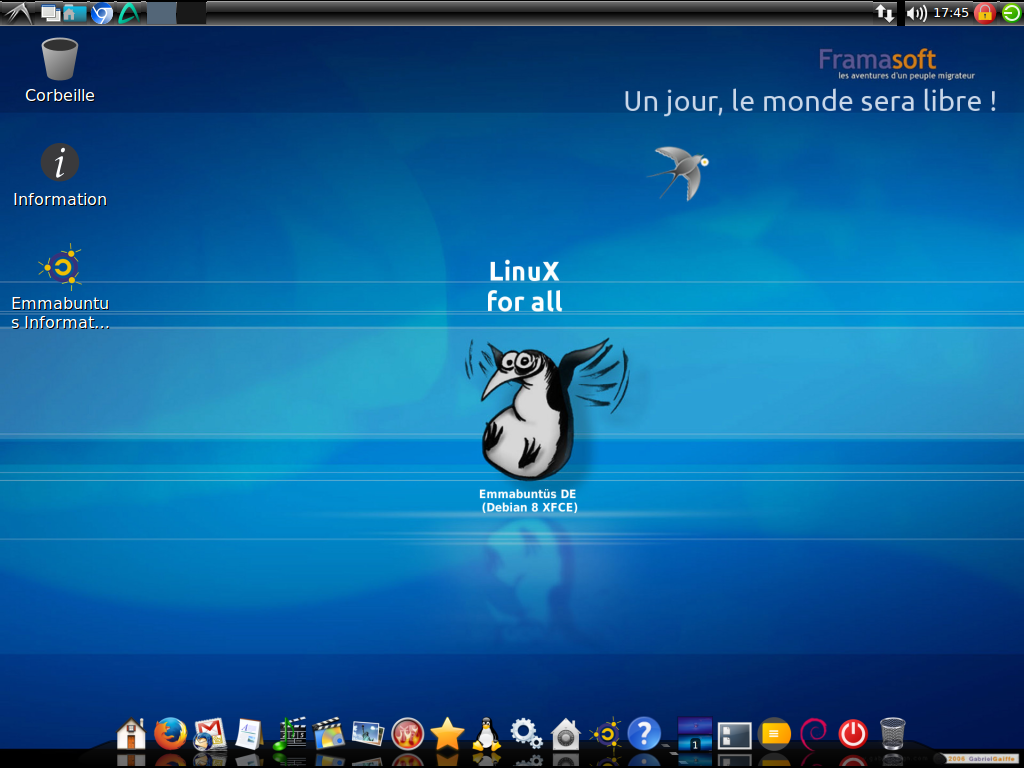
Área de Trabalho LXDE

## Lista de programas
Várias aplicações são instaladas para realizar a mesma tarefa, a fim de oferecer varias opções para cada utilizador. Aqui estão alguns exemplos:
- Navegadores Firefox e Chromium com extensões: Flash Player, uBlock Origin, Qwant, HTTPS_Everywhere, Disconnect
- Leitores de E-mail: Mozilla Thunderbird, Evolution
- Mensagens instantâneas: Pidgin, Skype, Jitsi
- Ferramentas de transferência: FileZilla, Wammu, Transmission
- Office: AbiWord, Gnumeric, LibreOffice, OOo4Kids, Kiwix, Calibre, Scribus
- Áudio: Audacious, Audacity, Clementine, PulseAudio, Sound Juicer
- Vídeo: VLC media player, Kaffeine,  Totem, Cheese, Kdenlive, Transmageddon
- Foto: Shotwell, Picasa, DigiKam, GIMP, Inkscape
- Queima: Brasero, Xfburn
- recreação: Stellarium, Celestia, PlayOnLinux, SuperTux, SuperTuxKart, TuxGuitar, Hedgewars
- Educação: GCompris, Tux Paint, TuxMath, Scratch
- Utilidades: Wine, CUPS
- Ferramentas de manutenção: GParted, TeamViewer

## OEmmabuntüse as comunidades Emaús
Os fundos dos companheiros Emaús vem doações e de venda de artigos dados por particulares. Nas grandes cidades, eles podem receber várias toneladas de equipamentos de informática por ano. Alguns são vendidos por peso como resíduo eletrônico, mas ainda estão em bom estado de funcionamento. Os discos rígidos no entanto, podem conter software proprietário sujeito à licença de software de usuário final e também dados pessoais.
Para ser capaz de vender esses computadores o sistema operativo proprietário e os dados pessoais devem ser removidos. A instalação de um sistema operacional livre que contém os drivers de rede, som e tela e também uma variedade de software livre útil e comumente usado é uma boa maneira de fazer o computador disponível para venda. Os formatos do procedimento de instalação do disco rígido tornam impossível acessar os dados gravados anteriormente.
Para tornar o sistema operativo instalado em menos de uma hora sem uma conexão com a internet, em oficinas de recondicionamento, foi necessário acrescentar software útil que não está incluído na versão básica, pacotes de idiomas e programas de script. Cairo-Dock foi escolhido para fornecer acessibilidade para as funções de iniciante.
Este recondicionamento e esta venda:
- fornece recursos para organizações de ajuda humanitária
- permite que pessoas com poucos recursos para comprar computadores com uma abundância de aplicações de software livre.
- reutilizar hardware e economiza recursos do planeta

## Histórico das versões
| Nome                  | Baseiam-se em     | Data       | Giga Bytes | Ambiente de desktop |
| --------------------- | ----------------- | ---------- | ---------- | ------------------- |
| Emmabuntüs Equitable  | Ubuntu 10.04 LTS  | 2012-04-28 | 2,7        | GNOME               |
| Lemmabuntüs Equitable | Lubuntu 10.04     | 2012-03-10 | 1,6        | LXDE                |
| Emmabuntüs 2 1.09     | Xubuntu 12.04 LTS | 2014-12-18 | 3,4        | Xfce o LXDE         |
| Emmabuntüs 3 1.02     | Xubuntu 14.04 LTS | 2015-10-12 | 3,8        | Xfce o LXDE         |
| Emmabuntüs DE 1.00    | Debian 8          | 2016-06-20 | 3,5        | Xfce o LXDE         |
| Emmabuntüs DE 2 1.00  | Debian 9          | 2017-10-02 | 3,5        | Xfce o LXDE         |
| Emmabuntüs DE 3 1.00  | Debian 10         | 2019-09-20 | 3,0        | Xfce o LXDE         |